# Kuniaki Koiso
Kuniaki Koiso (Japans: 小磯 国昭, Koiso Kuniaki) (Utsunomiya, 22 maart 1880 – Tokio, 3 november 1950) was een Japans politicus. Hij was van 22 juli 1944 tot 7 april 1945 de 41e minister-president van Japan.
In de jaren twintig en dertig maakte hij zowel carrière in de politiek als in het Japans Keizerlijk Leger.
Tijdens de Tweede Wereldoorlog, in 1944, viel de regering van Hideki Tojo en Koiso werd premier van Japan. Tijdens zijn premierschap leed het Japanse leger het ene verlies na het andere. Koiso trad af in 1945 toen het Amerikaanse leger Okinawa aanviel.
Na de oorlog werd hij gearresteerd door de geallieerden en bij het Proces van Tokio werd hij veroordeeld tot een levenslange gevangenisstraf wegens misdaden tegen de menselijkheid.
Koiso overleed op 3 november 1950 op 70-jarige leeftijd in gevangenschap.
Ito Hirobumi · Kuroda Kiyotaka · Sanetomi Sanjo · Yamagata Aritomo · Matsukata Masayoshi · Ito Hirobumi · Kuroda Kiyotaka · Matsukata Masayoshi · Ito Hirobumi · Okuma Shigenobu · Yamagata Aritomo · Ito Hirobumi · Saionji Kinmochi · Katsura Tarō · Saionji Kinmochi · Katsura Tarō · Saionji Kinmochi · Katsura Tarō · Yamamoto Gonnohyōe · Ōkuma Shigenobu · Terauchi Masatake · Hara Takashi · Uchida Kosai · Takahashi Korekiyo · Katō Tomosaburō · Uchida Kosai · Yamamoto Gonnohyōe · Kiyoura Keigo · Katō Takaaki · Wakatsuki Reijirō · Tanaka Giichi · Osachi Hamaguchi · Kijūrō Shidehara · Osachi Hamaguchi · Wakatsuki Reijirō · Inukai Tsuyoshi · Takahashi Korekiyo · Saitō Makoto · Keisuke Okada · Fumio Gotō · Keisuke Okada · Kōki Hirota · Senjūrō Hayashi · Fumimaro Konoe ·
Hiranuma Kiichirō · Nobuyuki Abe · Mitsumasa Yonai · Fumimaro Konoe · Hideki Tojo · Kuniaki Koiso · Kantarō Suzuki · Prins Higashikuni Naruhiko · Kijūrō Shidehara · Shigeru Yoshida · Tetsu Katayama · Hitoshi Ashida · Shigeru Yoshida · Ichirō Hatoyama · Tanzan Ishibashi · Nobusuke Kishi · Tanzan Ishibashi · Nobusuke Kishi · Hayato Ikeda · Eisaku Satō · Kakuei Tanaka · Takeo Miki · Takeo Fukuda · Masayoshi Ōhira · Masayoshi Ito · Zenko Suzuki · Yasuhiro Nakasone · Noboru Takeshita · Sōsuke Uno · Toshiki Kaifu · Kiichi Miyazawa · Morihiro Hosokawa · Tsutomu Hata · Tomiichi Murayama · Ryutaro Hashimoto · Keizo Obuchi · Mikio Aoki · Keizo Obuchi · Yoshiro Mori · Junichiro Koizumi · Shinzo Abe · Yasuo Fukuda · Taro Aso · Yukio Hatoyama · Naoto Kan · Yoshihiko Noda · Shinzo Abe · Yoshihide Suga · Fumio Kishida ·  Shigeru Ishiba
- Bibliothèque nationale de France: cb16672889r (data)
- CiNii: DA03147300
- International Standard Name Identifier: 0000 0000 8298 5640
- Library of Congress Control Number: n88103640
- Bibliotheek van het Japanse parlement: 00034288
- Nationale Bibliotheek van Israël: 987007276873405171
- Virtual International Authority File: 110232625
- WorldCat: E39PBJtmrqfPWYTrKchfVgY3wC